# Pablo Zarnicki
Pablo Zarnicki (né le 12 novembre 1972 à Bulnes en Argentine) est un grand maître argentin du jeu d'échecs.
Il a remporté le tournoi de Mar del Plata en 1989. En 1992, il est champion du monde junior à Buenos Aires.
Zarnicki a obtenu le titre de grand maître international en 1994.

## Olympiades
Il a représenté l'Argentine au cours de cinq Olympiades d'échecs :
- à l'Olympiade de Manille en 1992, au 2e échiquier de réserve, (+3 –1 =5) ;
- à l'Olympiade de Moscou en 1994, au 4e échiquier, (+8 -0 =5) ;
- à l'Olympiade d'Erevan en 1996, au 3e échiquier, (+5 –1 =6) ;
- à l'Olympiade de Bled en 2002, au 3e échiquier, (+3 –1 =7) ;
- à l'Olympiade de Turin en 2006, au 2e échiquier de réserve, (+5 –2 =2).

Il remporte la médaille d'argent individuelle au 4e échiquier à Moscou en 1994.